# Brongniartia rozynskii
Brongniartia rozynskii är en ärtväxtart som beskrevs av Paul Carpenter Standley. Brongniartia rozynskii ingår i släktet Brongniartia och familjen ärtväxter. Inga underarter finns listade i Catalogue of Life.